# Elezioni presidenziali a El Salvador del 2009
Le elezioni presidenziali a El Salvador del 2009 si tennero il 15 marzo.

## Risultati
| Candidati      | Partiti                                             | Voti      | %     |
| -------------- | --------------------------------------------------- | --------- | ----- |
| Mauricio Funes | Fronte Farabundo Martí per la Liberazione Nazionale | 1 354 000 | 51,32 |
| Rodrigo Ávila  | Alleanza Repubblicana Nazionalista                  | 1 284 588 | 48,68 |
| Totale         | Totale                                              | 2 638 588 | 100   |